# Bernhard von Westerholt zu Hackfort
Bernhard von Westerholt zu Hackfort (* 1595; † 18. November 1638 in Vechta) war kaiserlicher Generalwachtmeister.

## Leben

### Herkunft und Familie
Bernhard von Westerholt zu Hackfort wuchs als Sohn des Borchard van Westerholt (1566–1631, Schultheiß in Zutphen) und seiner Gattin Elisabeth van den Clooster († 1602) zusammen mit seinen Brüdern Johann und Hendrik (* 1590, ⚭ Aleid van Scherpenzeel) und seiner Schwester Agnes († 1661, ⚭ Jacob van Leefdael) auf. Er heiratete Sophia von Westerholt, Tochter von Engelbert Georg von Westerholt (1570–1620) und Anna von Morien zu Ottenstein. Sie war eine Cousine 2. Grades und Erbin von Alst und Haselünne. Aus der Ehe gingen die Söhne Hermann Goswin (* 1634, Dompräbende in Osnabrück von 1647 bis 1656), Jakob Ludwig (* 1627, Jesuit, 1662 zum Priester geweiht), Burckhardt Wilhelm und Hermann Otto hervor. Bernhard war Erbe des Gutes Entinge in Dwingeloo Provinz Drenthe.

### Werdegang
Im Jahre 1620 stellte Bernhard für die Liga eine Kompanie Reiter auf. Hierfür investierte er die Mitgift seiner Frau. 1630 erwarb er die Burg und Herrlichkeit Lembeck von Nikolaus von Westerholt. 1626 befehligte er als Obristleutnant vier Kompanien. In dieser Stellung schuf er ein beachtliches Vermögen, das ihm den Erwerb der Herrlichkeit Lembeck ermöglichte. Verkäufer war Nikolaus von Westerholt, dessen Güter mit 300.000 Reichstalern belastet waren.
1631 erhielt Bernhard als Obrist den Auftrag, ein Regiment anzuwerben. Die Soldaten rekrutierte er im Münsterland, wenigstens zwei Kompanien in der Herrschaft Lembeck. 1632 erhielt er einen weiteren Auftrag zur Aufstellung eines Regiments, das im Laufe des Jahres in Westfalen angeworben wurde. Im gleichen Jahr wurde er Gouverneur von Dortmund, nachdem General Pappenheim die Stadt eingenommen hatte. Im Mai 1633 wurde Bernhard durch Kaiser Ferdinand II. in den erblichen Reichsgrafenstand erhoben.
1637 wurde Westerholt auf seine Bitte hin vom Kaiser zum Generalwachtmeister mit einem Sold von 800 Gulden monatlich ernannt und ihm die Werbung von 600 Mann zu Fuß und 200 Reitern übertragen. Er erhielt die Erlaubnis, sich im Westfälischen Kreis ein konfisziertes Gut zuweisen zu lassen. Das Geschäft florierte, denn es gingen Werbegelder von 75.000 Gulden durch seine Hände. Das geschätzte Vermögen, das Westerholt als Kriegsunternehmer erwarb, kann mit 200.000 bis 300.000 Gulden angesetzt werden. Der Krieg hatte es ihm zumindest aber ermöglicht, die Herrschaft Lembeck zu erwerben. Sein Bruder Johann von Westerholt kümmerte sich im März 1639 um den Waffenkauf des verstorbenen Bruders in Köln und war im September 1643 mit der Abrechnung von Geldern beschäftigt, die Bernhard vom Kaiser erhalten hatte.